# Life Is Strange: Before the Storm
Life Is Strange: Before the Storm är ett episodiskt äventyrsspel utvecklat av Deck Nine och utgivet av Square Enix. Spelet består av tre episoder släppta under 2017 och finns tillgängligt för Microsoft Windows, Playstation 4 och Xbox One. Spelet är en uppföljare till Life Is Strange och handlar om sextonåriga Chloe Price och hennes förhållande med skolkamraten Rachel Amber. Spelet utspelar sig före händelserna i det första spelet. Året 2018 släpptes det första avsnittet av den fristående uppföljaren Life is Strange 2 med en ny handling och helt nya karaktärer.